# Fleuret
Il Fleuret è stato un cacciatorpediniere della Marine nationale, appartenente alla classe Le Hardi.

## Storia
Ultimato nel 1940, il 1º aprile 1941 il governo di Vichy gli mutò il nome originale in Le Foudroyant. 
Il 27 novembre 1942, in seguito all'occupazione tedesca dei territori della Francia di Vichy, si autoaffondò a Tolone insieme al resto della flotta francese per evitare la cattura: la nave si posò sul fondale in assetto di navigazione, con la coperta sommersa e fumaioli, cannoni e sovrastrutture emergenti. 
Tuttavia fu ritenuto riparabile e fu dunque riportato a galla nel 1943. Incorporato nella Regia Marina con la denominazione FR 36, il cacciatorpediniere fu sottoposto a Tolone a sommari lavori che avrebbero dovuto consentirgli di essere rimorchiato in Italia e sottoposto ad ulteriori lavori di riparazione ed ammodernamento (durante tali lavori avrebbe dovuto essere peraltro dotato di armamento antisommergibile – 2 lanciabombe e 2 scaricabombe di profondità. 
Tuttavia l'armistizio sorprese l’FR 36 ancora a Tolone: non in grado di muovere, l'unità fu catturata dalle truppe tedesche.
Nell'agosto 1944 i tedeschi in ritirata autoaffondarono l’FR 36 per ostruire l'imboccatura del porto di Tolone.